# Wiktor Mrówczyński
Wiktor Mrówczyński (ur. 5 kwietnia 1995) – polski judoka.

## Kariera sportowa
Zawodnik klubów: OZJ Łódź (2009), MMKS Wojownik Skierniewice (2009-2015), KS AZS AWF Katowice (2016-2018). Dwukrotny srebrny medalista zawodów pucharu świata seniorów (Madryt 2018, Warszawa 2019). Srebrny medalista zawodów pucharu Europy seniorów Bratysława 2016. Mistrz Polski seniorów 2016 oraz dwukrotny brązowy medalista mistrzostw Polski seniorów (2014, 2017) w kategorii do 73 kg. Ponadto m.in. dwukrotny młodzieżowy mistrz Polski (2016, 2017) oraz mistrz Polski juniorów 2014.